# Provence (Schiff, 1951)
Die Provence war ein 1951 in Dienst gestelltes Passagierschiff, das ab 1966 unter verschiedenen Namen und Besitzern als Kreuzfahrtschiff eingesetzt wurde. Das zuletzt als Ocean Glory I eingesetzte Schiff erreichte eine Dienstzeit von 50 Jahren und wurde 2001 in Indien verschrottet.

## Geschichte
Das Schiff wurde unter der Baunummer 1874 auf der Werft Swan, Hunter & Wigham Richardson für die Société Générale des Transports Maritime gebaut und im Februar 1951 abgeliefert. Die Société Générale des Transports Maritime setzte das Schiff im Liniendienst zwischen Marseille und Buenos Aires ein.

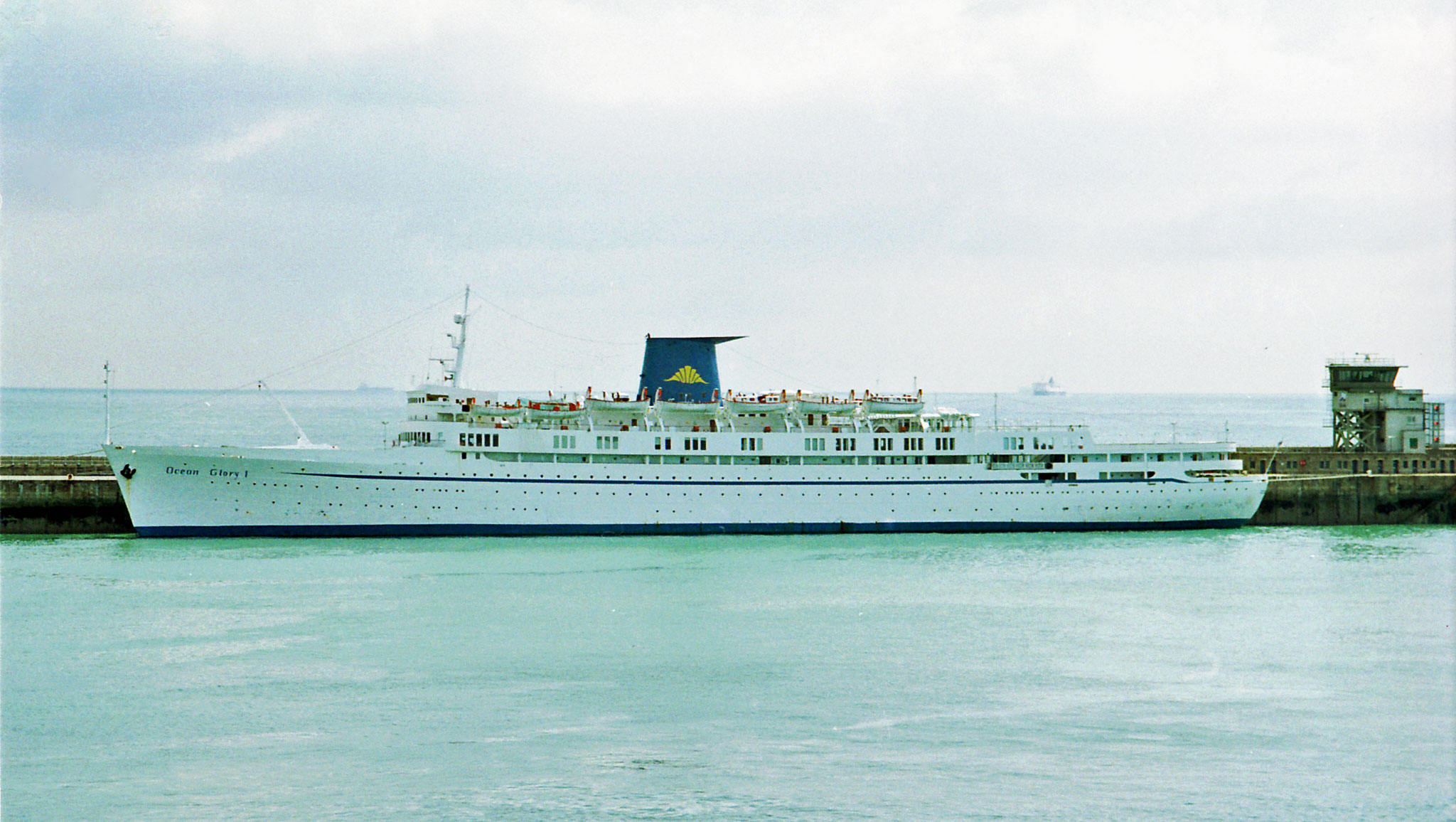
Als Ocean Glory I in Dover, August 2001, kurz vor der Verschrottung

Im April 1961 wurde die Provence an Costa Armatori in Genua verchartert und nun zwischen Genua und Buenos Aires eingesetzt. 1965 wurde das Schiff an Costa Armatori verkauft und kam nach einem Umbau als Enrico C. wieder in Fahrt. Ab 1966 setzte man es für Kreuzfahrten ein. 1979 wurde es auf der Mariotti-Werft erneut umgebaut. Ab 1987 fuhr das nun in Enrico Costa umbenannte Schiff für die aus dem Unternehmen Costa Armatori hervorgegangenen Costa Crociere. 1989/1990 baute man das Schiff ein weiteres Mal um.
Im Dezember 1994 veräußerte die Costa Crociere das Schiff an die Star Lauro in Neapel, die es in Symphony umbenannte. Etwa ein Jahr später ging es an MSC Kreuzfahrten. Im April 2000 wurde es an Golden Sun Cruises in Piräus verkauft und in Aegean Spirit umbenannt. Golden Sun Cruises vercharterte das Schiff ab Juni 2001 an Festive Holidays, die es in Ocean Glory I umbenannten und in erster Linie auf dem britischen Markt für Kreuzfahrten anboten. Beim ersten Anlauf in Dover im Juli 2001 wurden bei einer Überprüfung des Schiffes durch die Marine and Coastguard Agency diverse Mängel festgestellt und ein Auslaufverbot verhängt. Die Charter wurde annulliert und das Schiff schließlich im September des Jahres zur Verschrottung verkauft. Unter dem Namen Classica erreichte es Ende Oktober 2001 Alang, wo es ab November abgebrochen wurde.

## Technische Daten
Das Schiff wurde zunächst von zwei Dampfturbinen angetrieben. 1989/1990 wurden die Dampfturbinen auf der Werft Fincantieri in Genua durch zwei Sechzehnzylinder-Dieselmotoren des Herstellers Wärtsilä mit einer Leistung von 11850 kW ersetzt. Die Geschwindigkeit des Schiffes betrug 18 kn.